# Diego Pineda
Diego Iván Pineda Juárez (sinh ngày 8 tháng 4 năm 1995 ở San Luis Potosí, San Luis Potosí) là một cầu thủ bóng đá người México thi đấu cho Atletico San Luis của Ascenso MX.